# Cervus nippon keramae
Il sika delle Isole Kerama (Cervus nippon keramae Kuroda, 1924) è una delle numerose sottospecie di sika. Somiglia molto alle sottospecie giapponesi: è solo un po' più piccolo, con testa pure più piccola e corna con più appendici verrucose. Sembra infatti che sia stato introdotto sulle Isole Kerama dal Giappone molti anni fa (vi è registrato presente dal 1757) e che il lungo isolamento abbia dato luogo alla differenziazione di una forma insulare. La popolazione è in declino (scesa da circa 160 a circa 30 dal 1954 al 1965) perché le isole sono molto piccole (pochissimi km²), il foraggio è poco e di cattiva qualità (probabilmente per la presenza di capre), e l'acqua talvolta scarseggia. La razza è stata dichiarata monumento nazionale nel 1955, e da allora è severamente protetta.